# 阿泰尔特河畔伯旺日
阿泰尔特河畔伯旺日（法語：Boevange-sur-Attert，法語發音：[bœvɑ̃ʒ syʁ atɛʁt]）是卢森堡西部的一个小镇，位于阿泰尔特河畔，属于梅尔施县。 
阿泰尔特河畔伯旺日在2017年12月31日之前是一个独立的市镇。2018年1月1日，阿泰尔特河畔伯旺日与市镇坦唐日合并为新市镇黑尔珀克纳普。

## 旧市镇
阿泰尔特河畔伯旺日旧市镇由以下村庄组成： 
- Bill
- Boevange-sur-Attert
- Brouch
- Buschdorf
- Grevenknapp
- Fënsterdall
- Openthalt
- Brichermillen (lieu-dit)
- Fënsterdallerhéicht (lieu-dit)
- Helperknapp (lieu-dit)